# Власов, Иосиф Тимофеевич
Иосиф Тимофеевич Власов (30 марта 1916 год, деревня Колбышево — 1989 год) — бригадир-драгер прииска «Ленинский» треста «Якутзолото» Якутского совнархоза. Герой Социалистического Труда (1961). Депутат Верховного Совета Якутской АССР.

## Биография
Родился в 1916 году в крестьянской семье в деревне Колбышево (сегодня — Омская область). С 1930 года трудился в местном колхозе «13 лет РККА». С 1933 года проживал в Якутии. Трудился на строительстве дороги в посёлке Чульман. С 1935 года работал кочегаром, машинистом драги на прииске Ленинский треста «Якутзолото». Участвовал в Великой Отечественной войне. После демобилизации возвратился в Якутию, где продолжил работать на прииске «Ленинский». Позднее возглавлял бригаду дражников.
В 1960 году бригада Иосифа Власова досрочно выполнила задания Шестой пятилетки (1956—1960). Указом Президиума Верховного Совета СССР от 9 июня 1961 года за выдающиеся достижения в развитии цветной металлургии удостоен звания Героя Социалистического Труда с вручением ордена Ленина и золотой медали «Серп и Молот».
Избирался депутатом Верховного Совета Якутской ССР и делегатом XXIII съезда КПСС.
Скончался в 1989 году.
Награды
- Орден Ленина
- Орден Красной Звезды